# Сен-Мартори
Сен-Мартори́ (фр. Saint-Martory, окс. Sent Martòri) — коммуна во Франции, находится в регионе Юг — Пиренеи. Департамент — Верхняя Гаронна. Административный центр кантона Сен-Мартори. Округ коммуны — Сен-Годенс.
Код INSEE коммуны — 31503.

## География

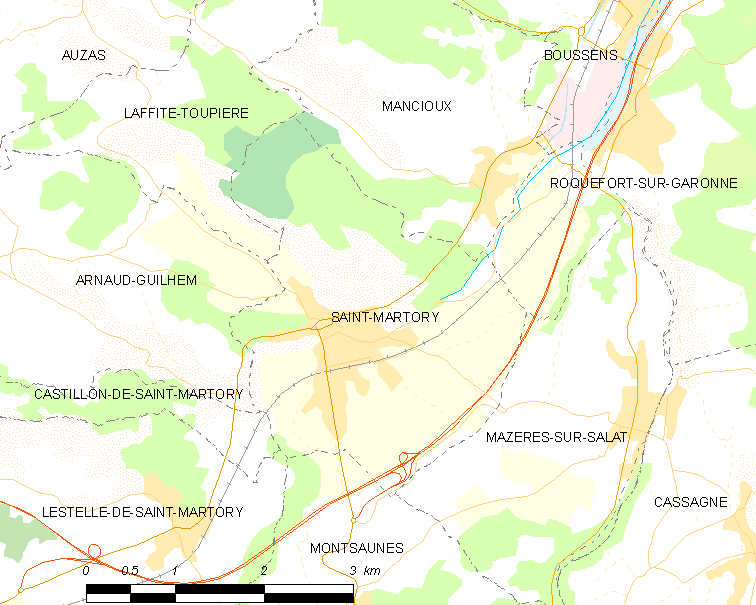
Карта коммуны

Коммуна расположена приблизительно в 650 км к югу от Парижа, в 70 км к юго-западу от Тулузы.
По территории коммуны протекает река Гаронна.

## Климат
Климат умеренно-океанический. Зима мягкая и снежная, весна характеризуется сильными дождями и грозами, лето сухое и жаркое, осень солнечная. Преобладают сильные юго-восточные и северо-западные ветры.

## Население
Население коммуны на 2010 год составляло 876 человек.
| 1962 | 1968 | 1975 | 1982 | 1990 | 1999 | 2010 |
| ---- | ---- | ---- | ---- | ---- | ---- | ---- |
| 1066 | 1101 | 1133 | 1166 | 940  | 877  | 876  |

## Администрация
| Период | Период | Фамилия          | Партия                  | Примечания                                                                    |
| ------ | ------ | ---------------- | ----------------------- | ----------------------------------------------------------------------------- |
| 1965   | 1989   | Роже Роллан      |                         |                                                                               |
| 1989   | 2001   | Поль-Эдгар Стюик |                         |                                                                               |
| 2001   | 2014   | Жозеф Лафюст     | Социалистическая партия | член генерального совета (2004—2011), президент сообщества коммун (2001—2008) |
| 2014   | 2020   | Рауль Распо      |                         |                                                                               |

## Экономика
В 2010 году среди 480 человек трудоспособного возраста (15—64 лет) 332 были экономически активными, 148 — неактивными (показатель активности — 69,2 %, в 1999 году было 65,9 %). Из 332 активных жителей работали 282 человека (162 мужчины и 120 женщин), безработных было 50 (20 мужчин и 30 женщин). Среди 148 неактивных 24 человека были учениками или студентами, 68 — пенсионерами, 56 были неактивными по другим причинам.

## Достопримечательности
- Замок Сен-Мартори (XVI век). Исторический памятник с 1993 года[4]
- Пещера Монконфор. Исторический памятник с 1993 года[5]
- Бывшая жандармерия (XII—XIII века). Исторический памятник с 1994 года[6]
- Менгир Перо-Итто (эпоха неолита). Исторический памятник с 1962 года[7]
- Крест на площади Пон (XV век). Исторический памятник с 1913 года[8]
- Монументальный крест (XIV век). Исторический памятник с 1927 года[9]
- Здание XVIII века на Центральной улице. Исторический памятник с 1988 года[10]
- Каменный 3-харочный мост через реку Гаронна и городские ворота (XVIII век). Исторический памятник с 1950 года[11]

## Города-побратимы
- Ланискат (Франция, с 2006)

## Фотогалерея

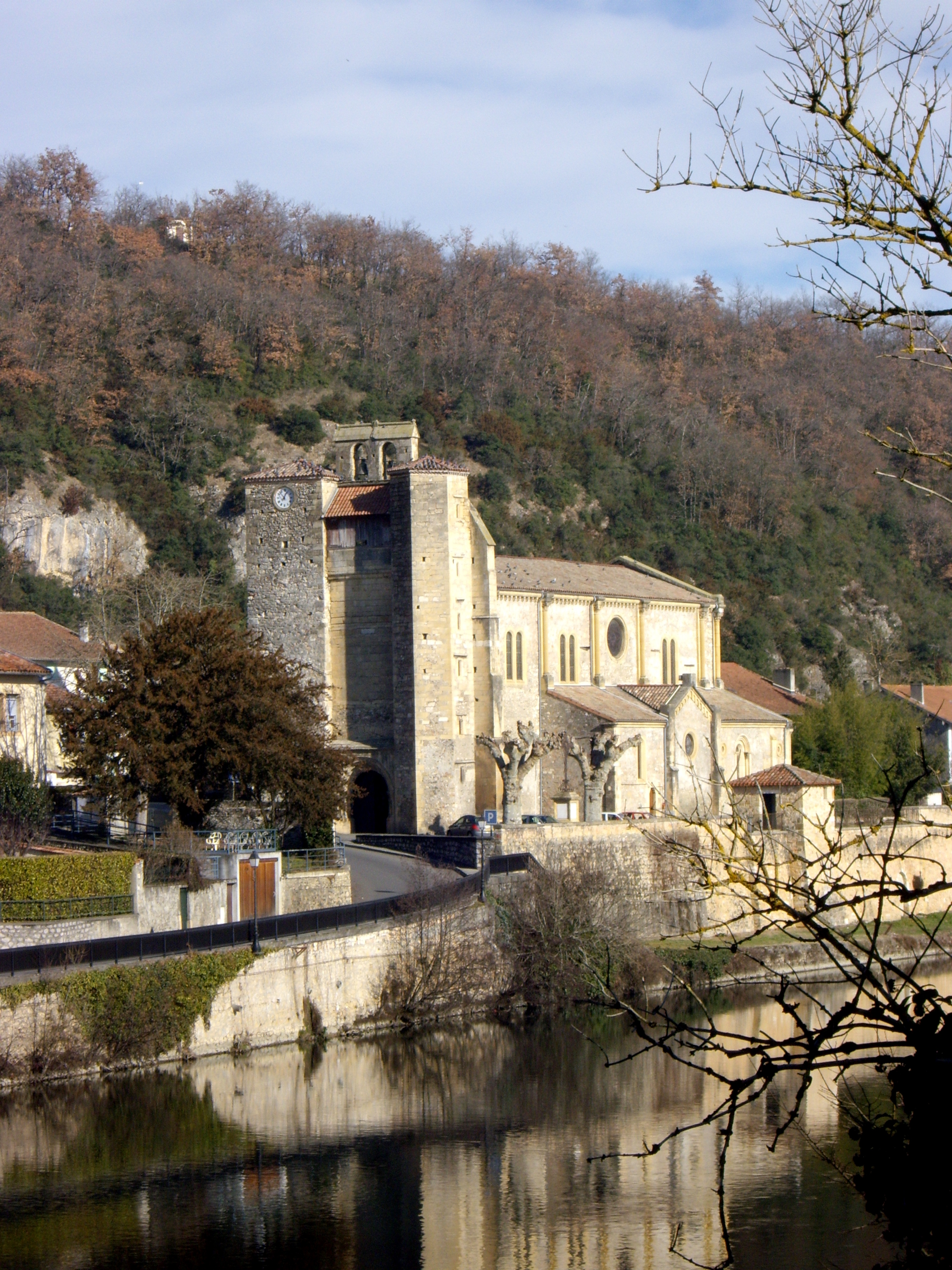
Церковь
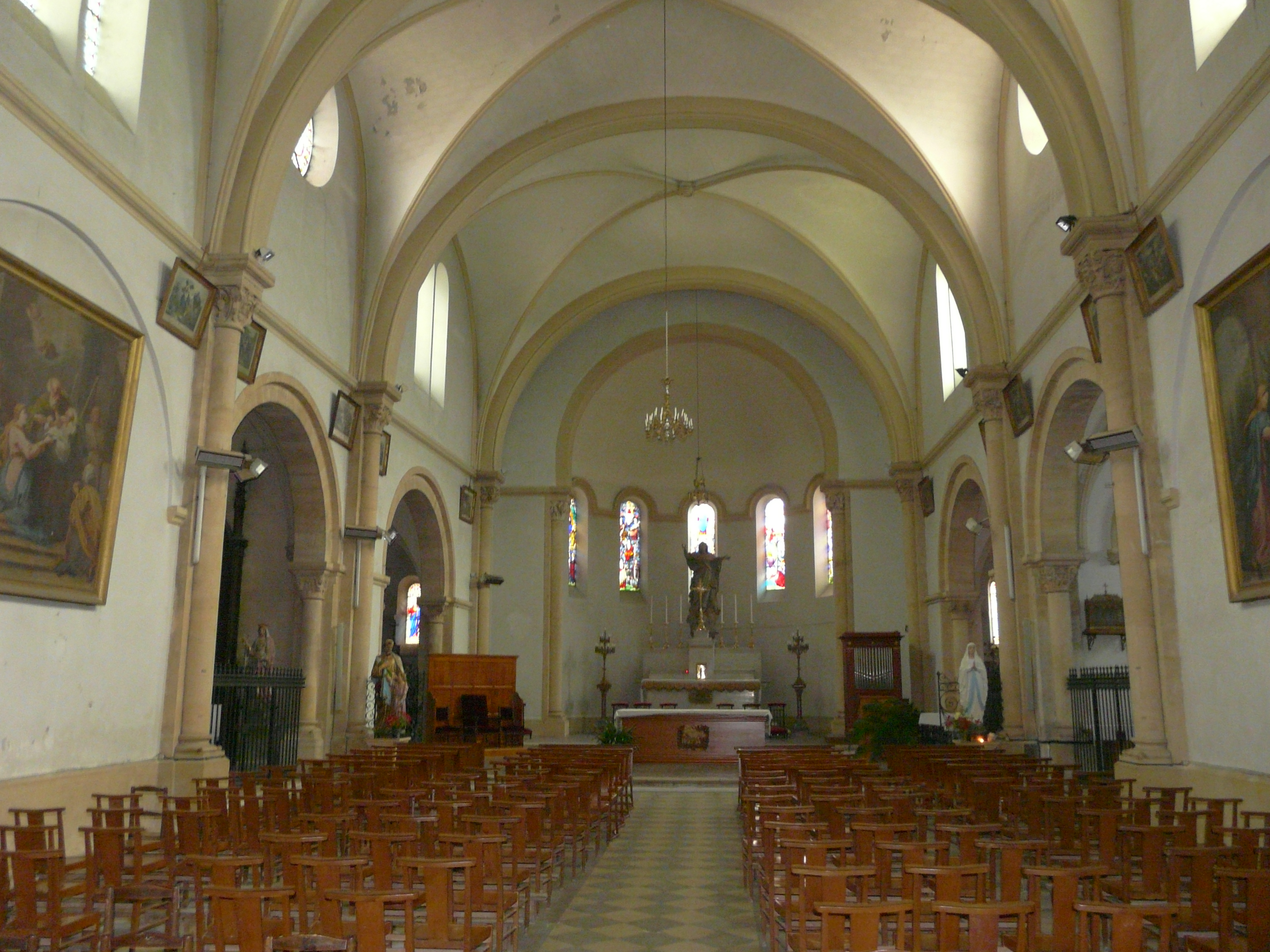
Интерьер церкви
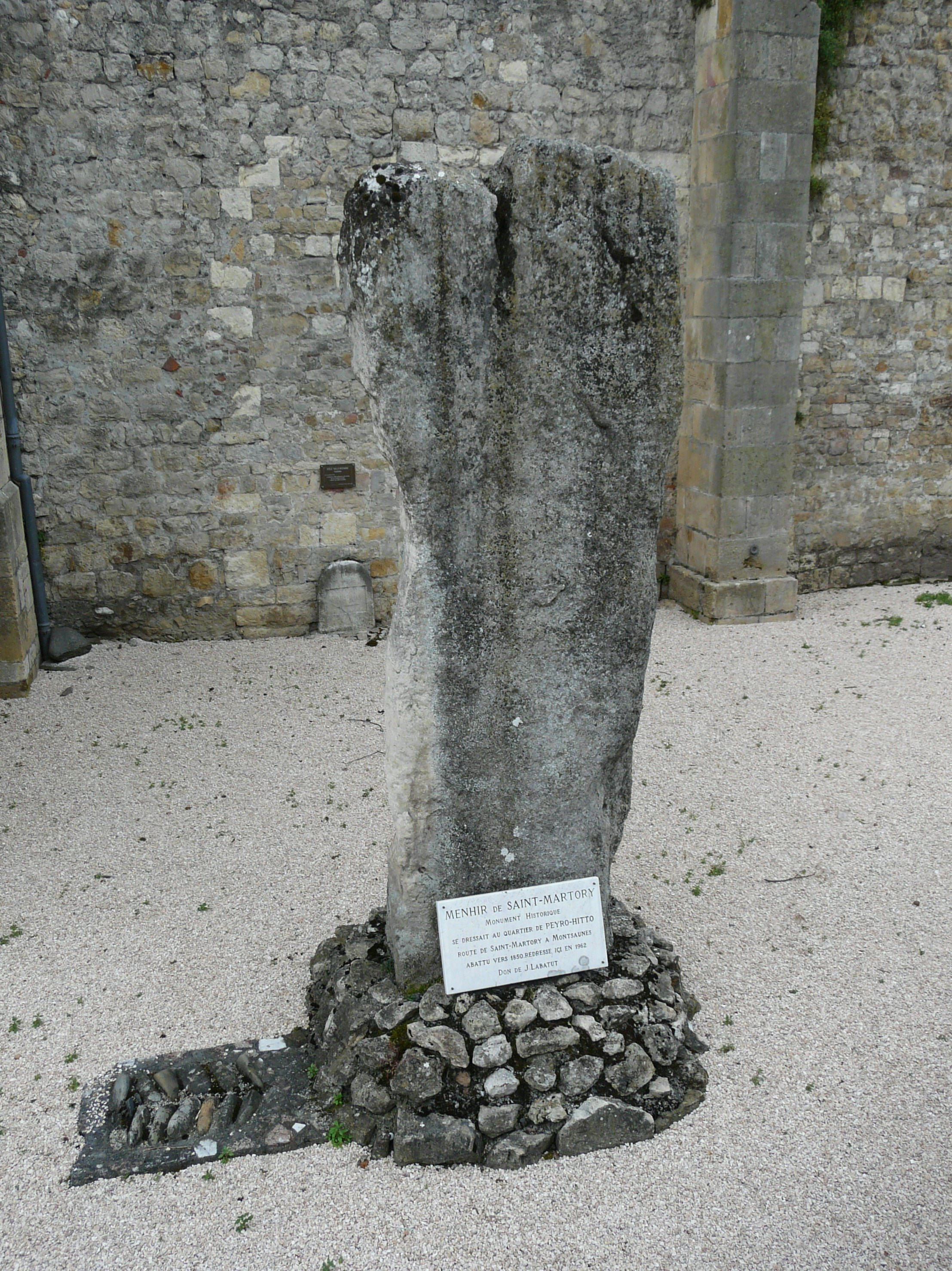
Менгир Перо-Итто
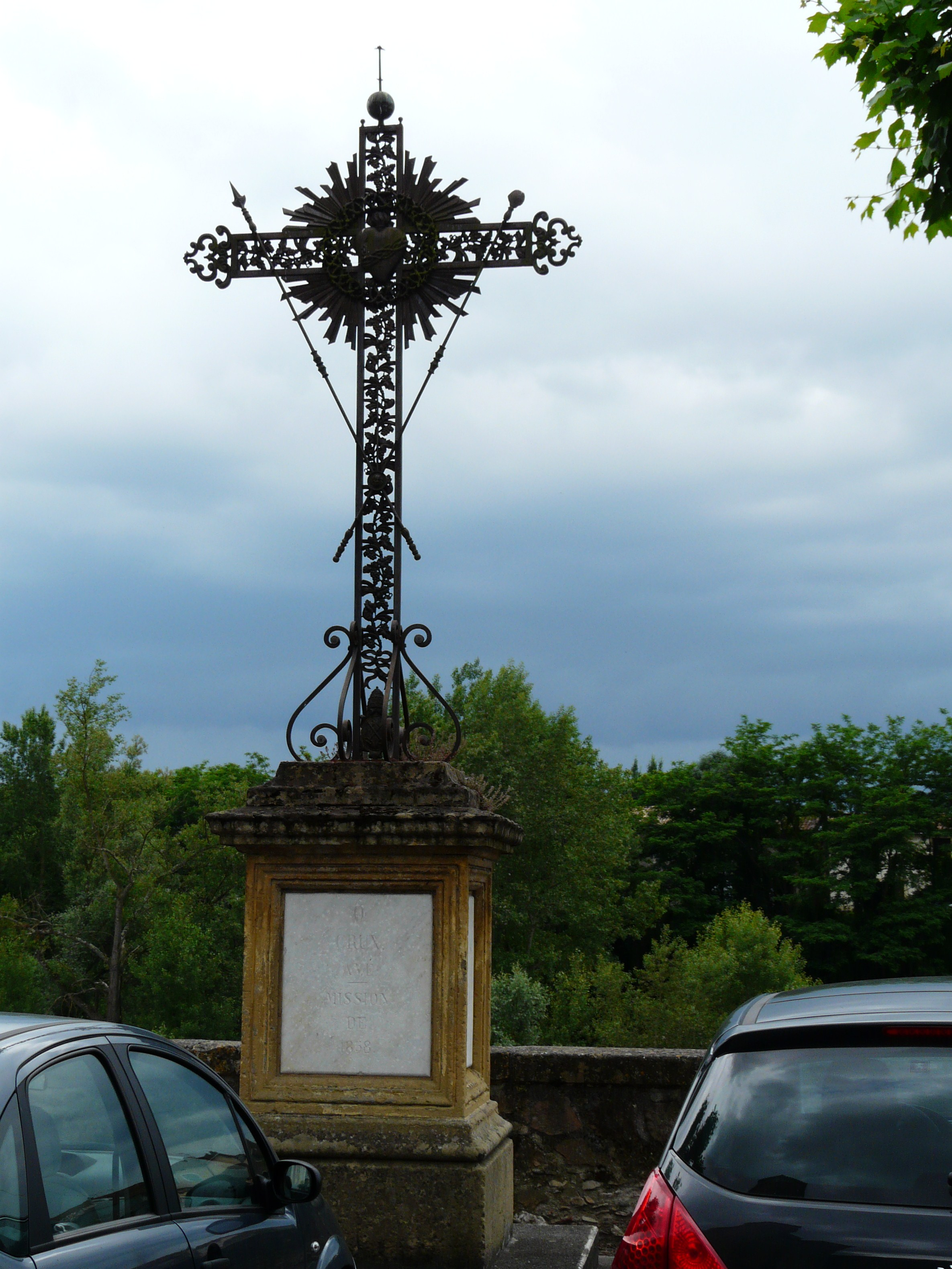
Крест
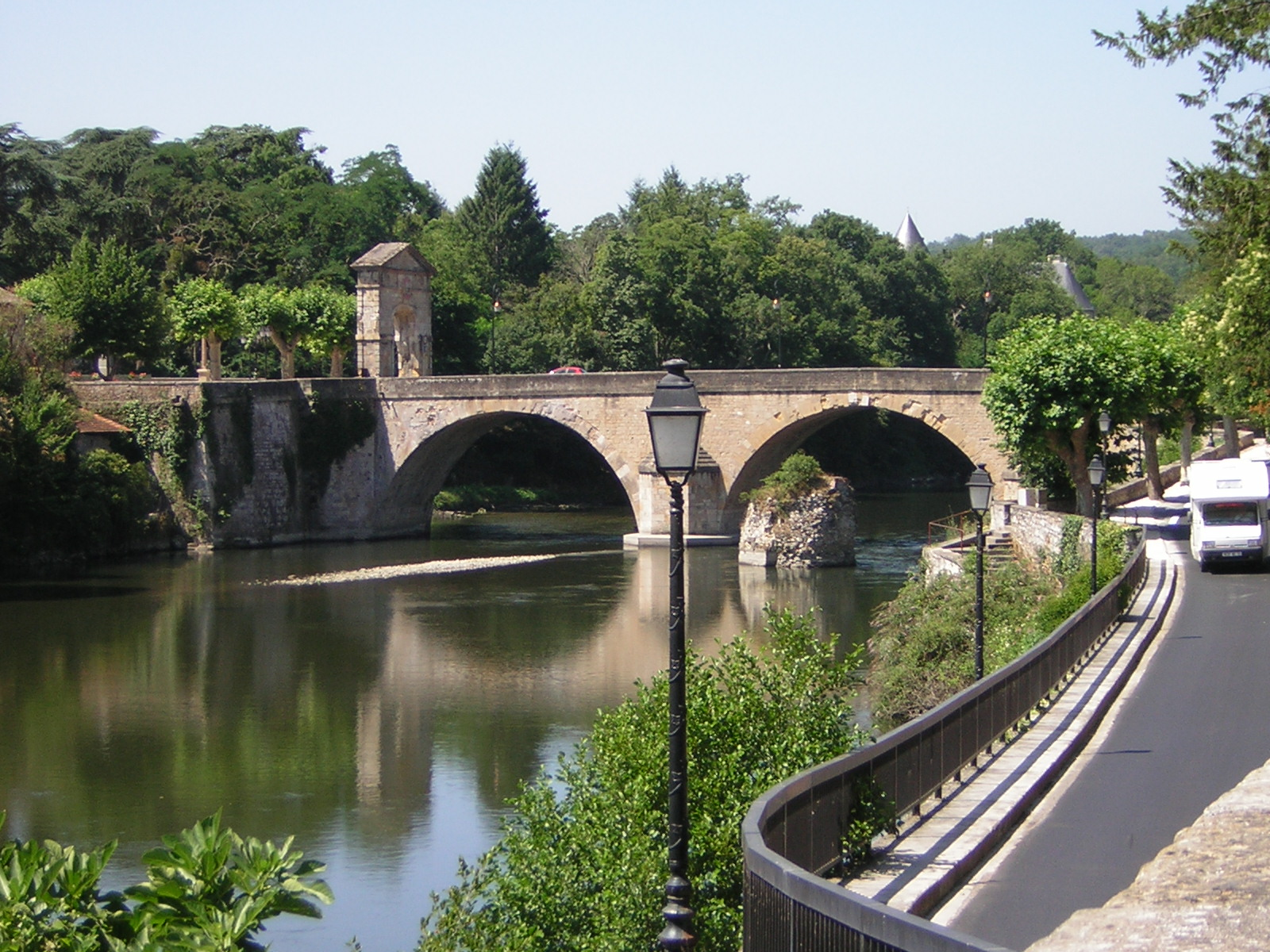
Мост через реку Гаронна
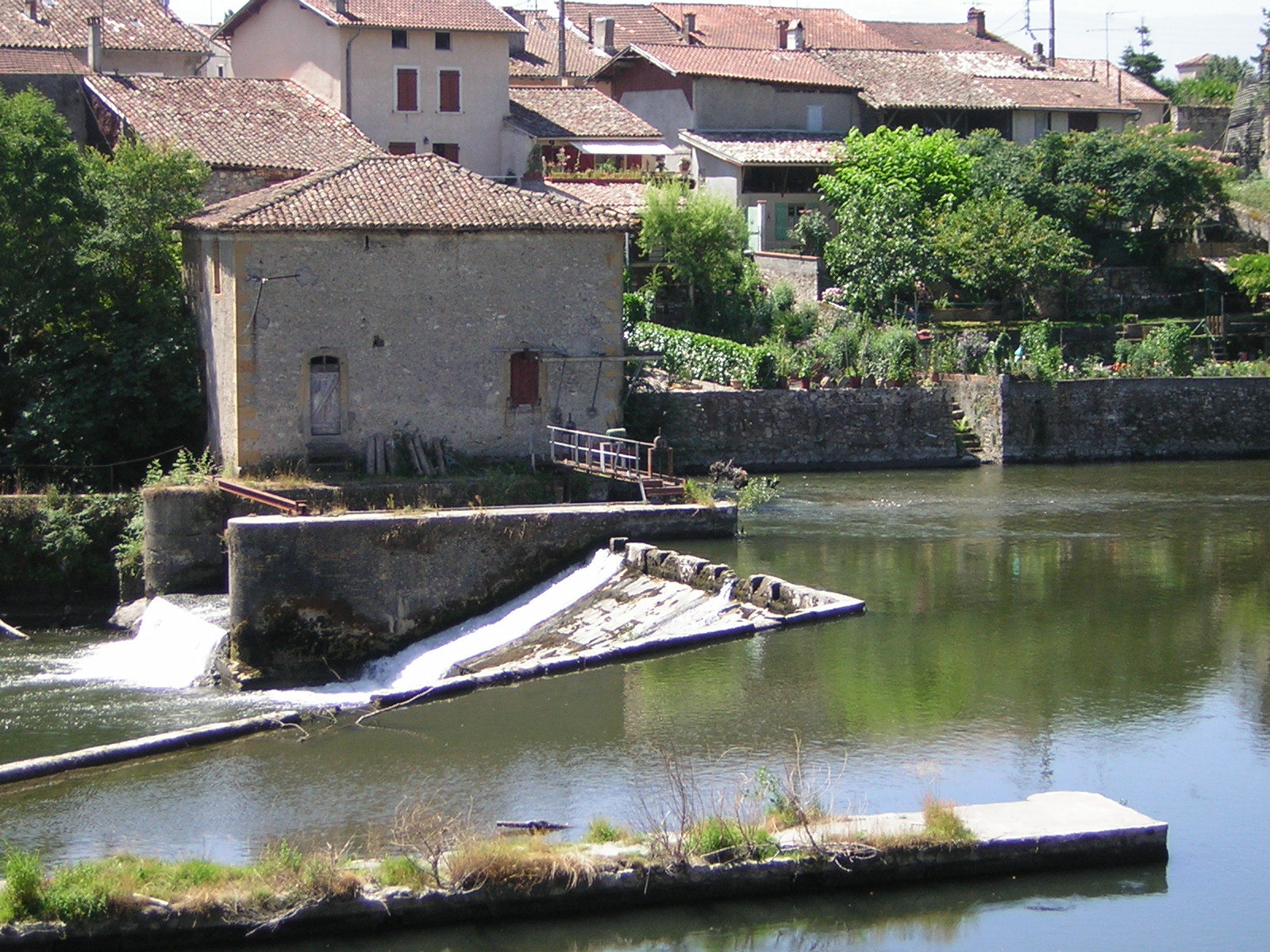
Порог на реке Гаронна